# Profesionalen Futbolen Klub Ludogorec 1945 2017-2018
Questa voce raccoglie i dati del Profesionalen Futbolen Klub Ludogorec 1945 per la stagione 2017-2018.

## Rosa
| N. |                       | Ruolo | Calciatore         |
| -- | --------------------- | ----- | ------------------ |
| 1  | Argentina (bandiera)  | P     | Jorge Broun        |
| 2  | Brasile (bandiera)    | D     | Rafael Forster     |
| 4  | Brasile (bandiera)    | D     | Cicinho            |
| 5  | Bulgaria (bandiera)   | D     | Georgi Terziev     |
| 6  | Brasile (bandiera)    | D     | Natanael           |
| 8  | Brasile (bandiera)    | C     | Lucas Sasha        |
| 10 | Brasile (bandiera)    | C     | Gustavo Campanharo |
| 12 | Madagascar (bandiera) | C     | Anicet Abel        |
| 18 | Bulgaria (bandiera)   | C     | Svetoslav Djakov   |
| 21 | Romania (bandiera)    | D     | Dragoș Grigore     |
| 23 | Bulgaria (bandiera)   | D     | Ventsislav Kerčev  |
| 25 | Bulgaria (bandiera)   | D     | Jordan Minev       |
| 27 | Bulgaria (bandiera)   | P     | Vladislav Stojanov |
| 28 | Romania (bandiera)    | A     | Claudiu Keșerü     |
| 29 | Bulgaria (bandiera)   | P     | Daniel Naumov      |
| 30 | Romania (bandiera)    | D     | Cosmin Moți        |

| N. |                        | Ruolo | Calciatore        |
| -- | ---------------------- | ----- | ----------------- |
| 32 | Ucraina (bandiera)     | D     | Ihor Plastun      |
| 33 | Brasile (bandiera)     | P     | Renan             |
| 37 | Brasile (bandiera)     | A     | João Paulo        |
| 38 | Bulgaria (bandiera)    | C     | Kristiyan Kitov   |
| 44 | Polonia (bandiera)     | C     | Jacek Góralski    |
| 45 | Bulgaria (bandiera)    | C     | Ivaylo Klimentov  |
| 50 | Bulgaria (bandiera)    | C     | Tsvetoslav Petkov |
| 64 | Bulgaria (bandiera)    | C     | Dominik Yankov    |
| 70 | Polonia (bandiera)     | A     | Jakub Świerczok   |
| 72 | Bulgaria (bandiera)    | C     | Erol Dost         |
| 84 | Bulgaria (bandiera)    | C     | Marcelinho        |
| 88 | Brasile (bandiera)     | C     | Wanderson         |
| 92 | Paesi Bassi (bandiera) | C     | Jody Lukoki       |
| 93 | Paesi Bassi (bandiera) | A     | Virgil Misidjan   |
| 98 | Bulgaria (bandiera)    | A     | Svetoslav Kovačev |